# 麻浦区

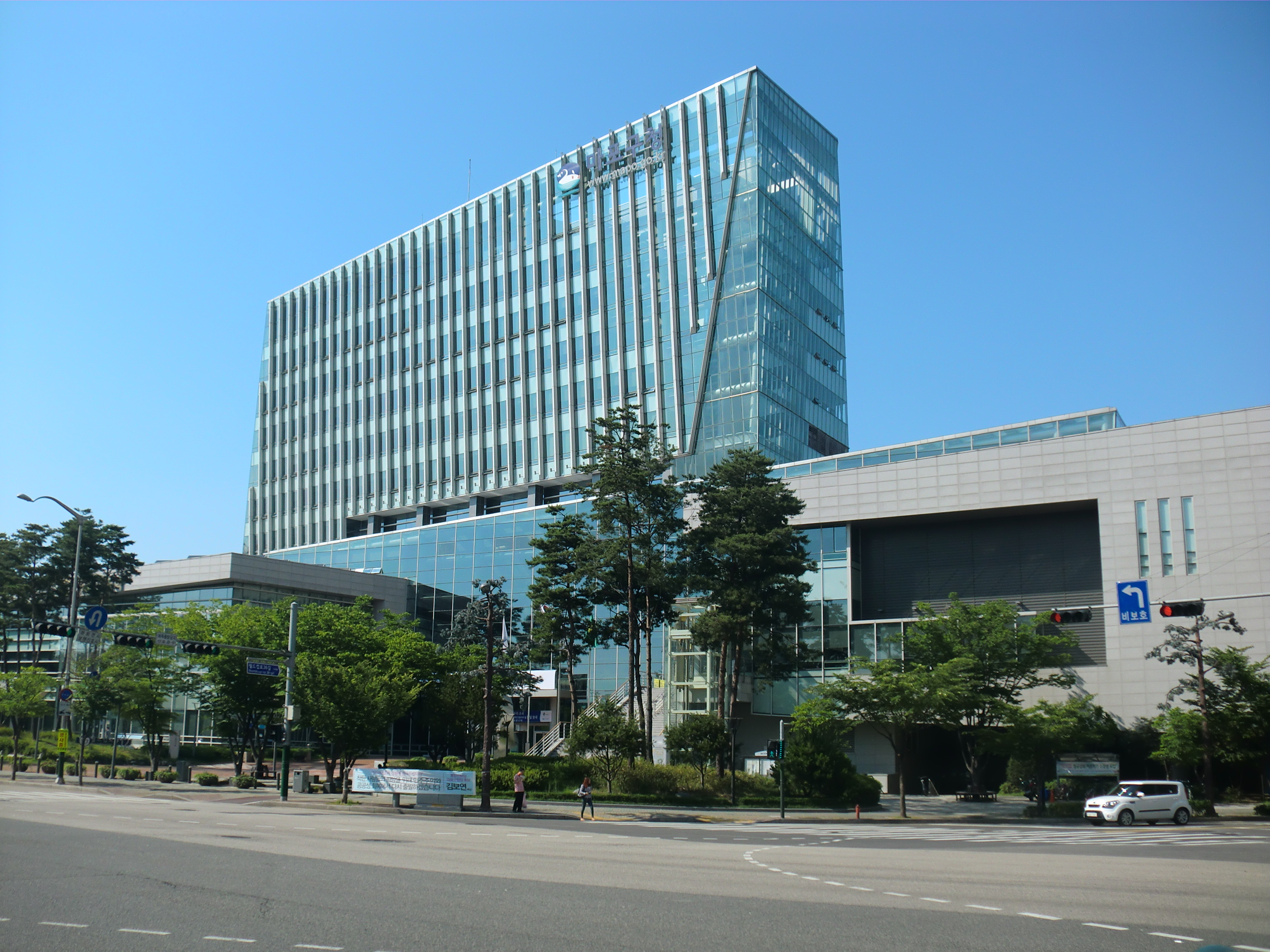
麻浦区庁

麻浦区（マポく）は、大韓民国ソウル特別市漢江北岸にある区。
弘益大学校のある弘大（ホンデ）地区は美術・デザイン系学生が集まる学生街・繁華街であり、バーやクラブ、ライブハウス、ギャラリーなどが多く集まっている。他に楊花辺などの繁華街がある。また、ソウルワールドカップ競技場があり、2002 FIFAワールドカップの開会式が開かれた。
ワールドカップ競技場周辺や漢江周辺は広大な緑地となっていることや丘陵地帯があることから、麻浦区の緑地面積は区全体の面積の50%近くを占める。また、通称ソンミサンマウルと呼ばれる地区は、ソウルで住みたい場所No.1に度々選ばれマスメディアでもよく取り上げられている。1962年12月には麻浦アパートの入居が始まったが、1991年には建て替えにより撤去された。

## 地理
麻浦区はソウル市の中西部に位置する。南側に漢江が流れている。また東側は丘陵地帯となっている。
- 山：老姑（ノゴ）山、隼峰山、臥牛山、ソンミ山（66m）
- 河川：漢江（ハンガン）

### 隣接自治体
- 東：龍山区、中区
- 西：江西区、高陽市
- 南：永登浦区
- 北：恩平区、西大門区

## 歴史
元来、麻浦一帯は漢江による交易や漢江の渡し場などで栄えてきた。
- 1944年11月1日 西大門区孔徳町、新孔徳町、阿峴町、新水町、玄石町、旧水町、新井町、倉前町、上水一町、下水一町、賀中町、唐人町、西橋町、東橋町、合井町、望遠町、栗島町、龍山区桃花町、麻浦町、龍江町、土亭町、大興町、塩里町が分区され、麻浦区となる。
- 1946年10月1日 区内の「町」を「洞」に改称。
- 1964年6月1日
  - 西大門区から老姑山洞および大峴洞の一部を編入。
  - 阿峴洞の一部を西大門区に編入。
- 1975年10月1日 西大門区から上岩洞、城山洞および水色洞、中洞、南加佐洞、延禧洞のそれぞれ一部を編入。

## 行政区域

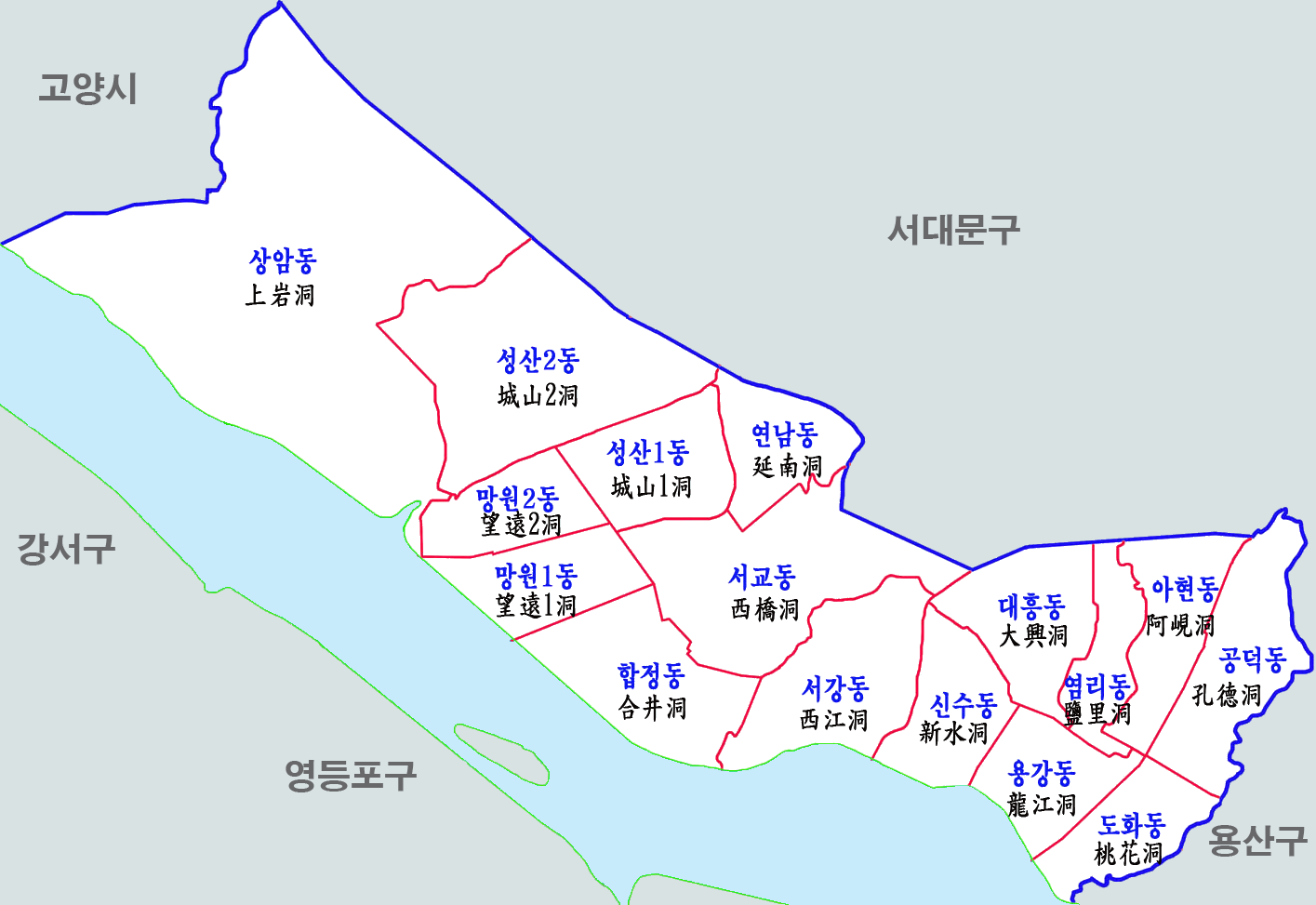
行政区域図

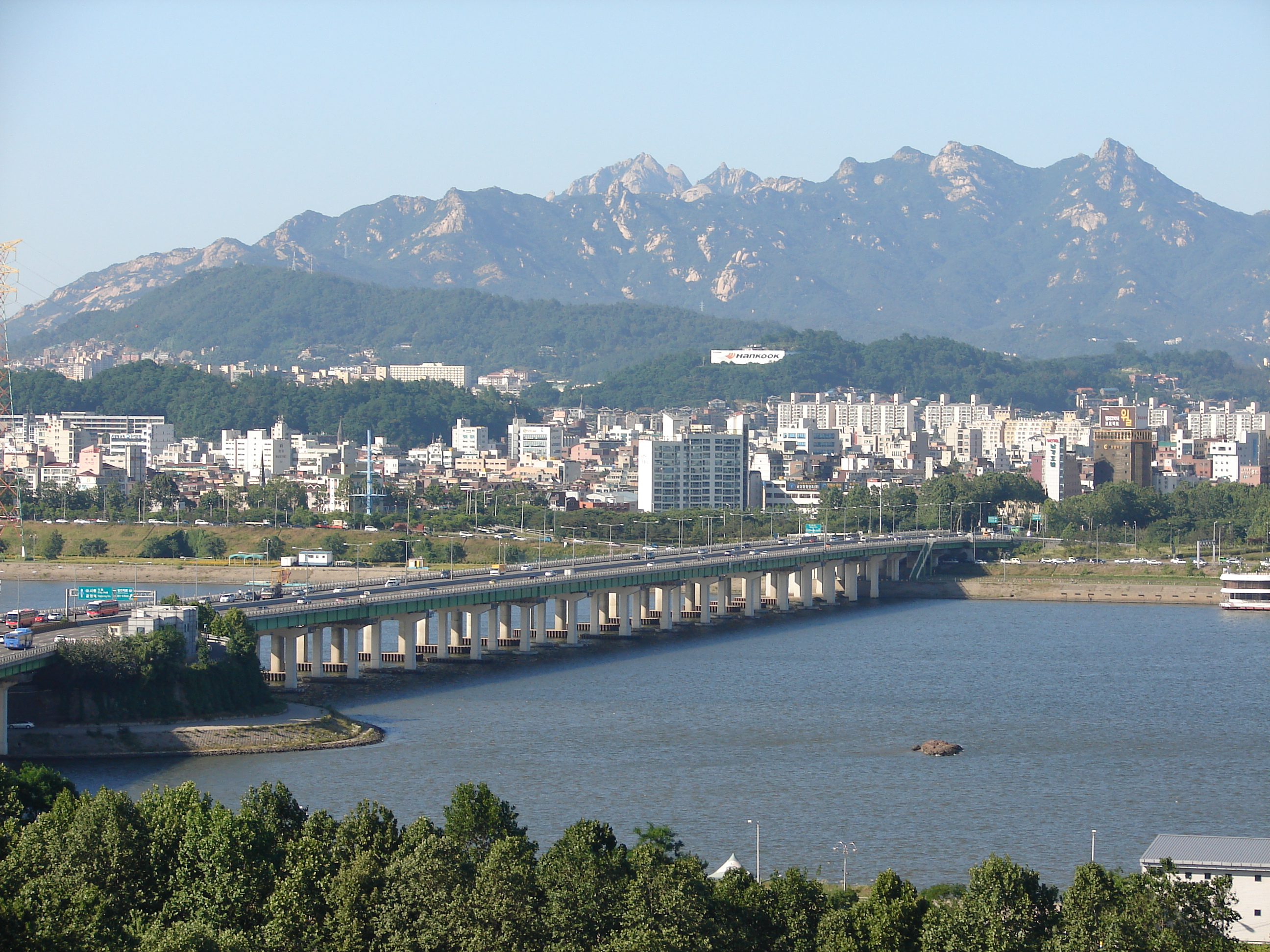
漢江にかかる楊花大橋、漢江の対岸が麻浦区。後ろの山はソウル北方の山・北漢山

幾度かの洞の統合を経て、現在は16の洞が存在する。
| 行政洞                              | 法定洞                                         |
| ----------------------------------- | ---------------------------------------------- |
| 阿峴洞（アヒョンドン）              | 阿峴洞、孔徳洞、塩里洞                         |
| 孔徳洞（コンドクトン）              | 阿峴洞、孔徳洞、新孔徳洞、桃花洞               |
| 桃花洞（トファドン）                | 桃花洞、麻浦洞                                 |
| 竜江洞（ヨンガンドン）              | 桃花洞、竜江洞、土亭洞、麻浦洞、大興洞、塩里洞 |
| 大興洞（テフンドン）                | 大興洞、老姑山洞、新水洞                       |
| 塩里洞（ヨムニドン）                | 塩里洞、孔徳洞                                 |
| 新水洞（シンスドン）                | 新水洞、玄石洞、旧水洞、新井洞、大興洞         |
| 西江洞（ソガンドン）                | 倉前洞、上水洞、賀中洞、新井洞、唐人洞         |
| 西橋洞（ソギョドン）                | 老姑山洞、西橋洞、東橋洞                       |
| 合井洞（ハプチョンドン）            | 合井洞                                         |
| 望遠第1洞（マンウォンジェイルトン） | 望遠洞                                         |
| 望遠第2洞（マンウォンジェイドン）   | 望遠洞                                         |
| 延南洞（ヨンナムドン）              | 延南洞                                         |
| 城山第1洞（ソンサンジェイルトン）   | 城山洞                                         |
| 城山第2洞（ソンサンジェイドン）     | 城山洞、中洞                                   |
| 上岩洞（サンアムドン）              | 上岩洞                                         |

## 行政
現在の区長は朴弘燮（パク・ホンソプ, 共に民主党）。

### 警察
- ソウル麻浦警察署

## 教育

### 大学
- カトリック大学校
- 西江大学校
- 弘益大学校

### 外国人学校
- ソウル日本人学校

### 記念館・博物館
- 朴正煕大統領記念・図書館（朝鮮語） - 麻浦区上岩洞1693番地にある記念館

## 交通

### 鉄道
- 韓国鉄道公社
  - 京義・中央線（龍山線）

加佐駅※ - 弘大入口駅 - 西江大駅 - 孔徳駅
- ソウル交通公社
  - 2号線

合井駅 - 弘大入口駅 - 新村駅 - 梨大駅 - 阿峴駅
  - 5号線

麻浦駅 - 孔徳駅 - エオゲ駅
  - 6号線

デジタルメディアシティ駅※ - ワールドカップ競技場駅(城山)駅 - 麻浦区庁駅 - 望遠駅 - 合井駅 - 上水駅 - 広興倉(西江)駅 - 大興(西江大前)駅 - 孔徳駅
- KORAIL空港鉄道
孔徳駅 - 弘大入口駅 - デジタルメディアシティ駅

## その他
中国の外交官夫人が2015年1月12日夜、タクシーを使用した際に運転手よりクレジットカードでの支払いを拒否され現金払いを要求されたため拒否したところ運転手より激しくののしられ、タクシーから降りる途中に車を急発進させられ振り落とされるという事件が発生した。夫人はカトリック汝矣島聖母病院の救急室に搬送されたが当時妊娠3カ月であり、胎児への影響を心配。韓国人が好きで夫と韓国に来たが、これほど酷い目に遭うとは思わなかったというコメントを残した。この事件に対して中国大使館は激怒し、ソウル麻浦警察署は徹底的な真相調査と責任者の刑事処罰を要求された。